# 嬉野溫泉

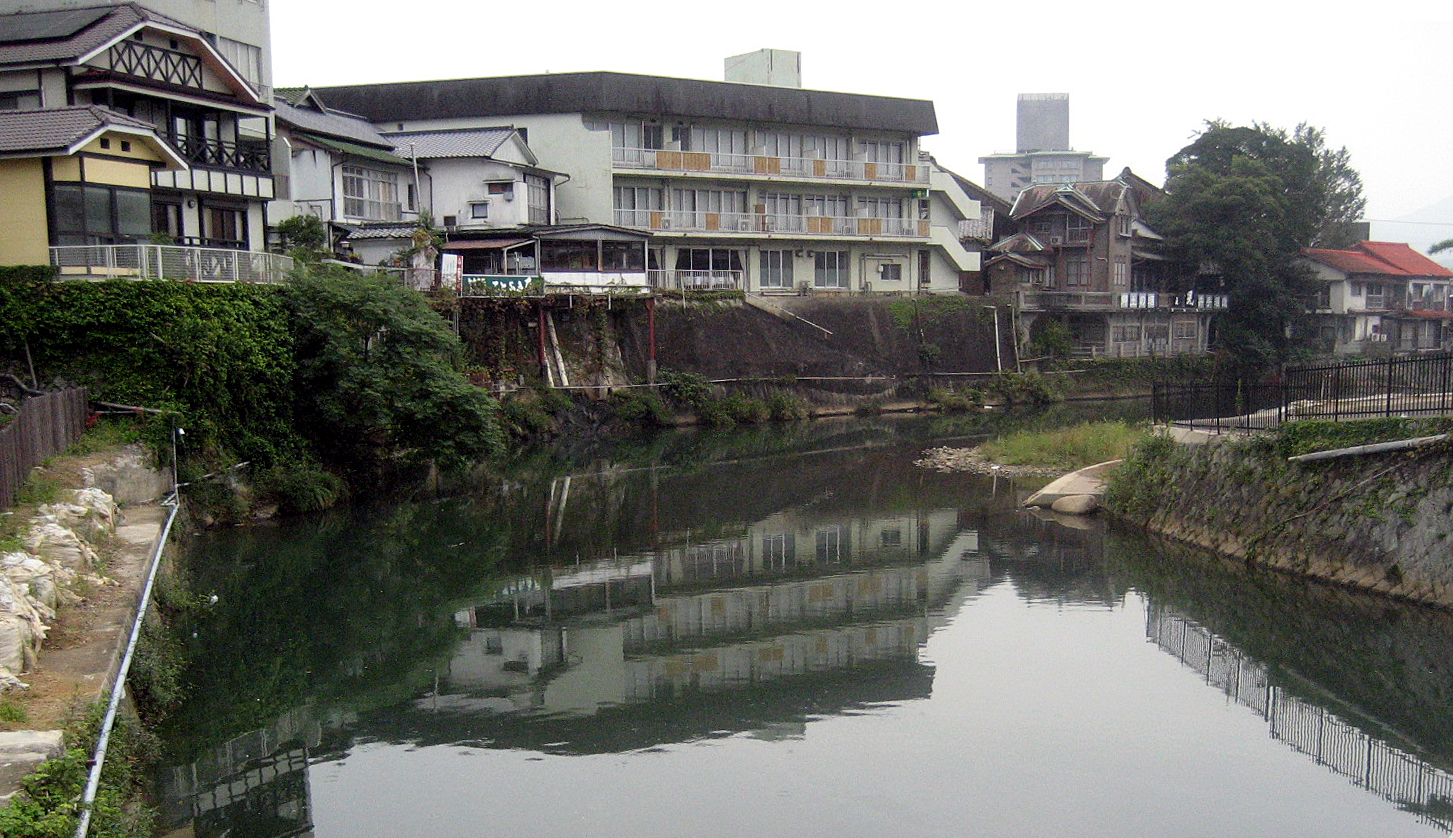
溫泉街

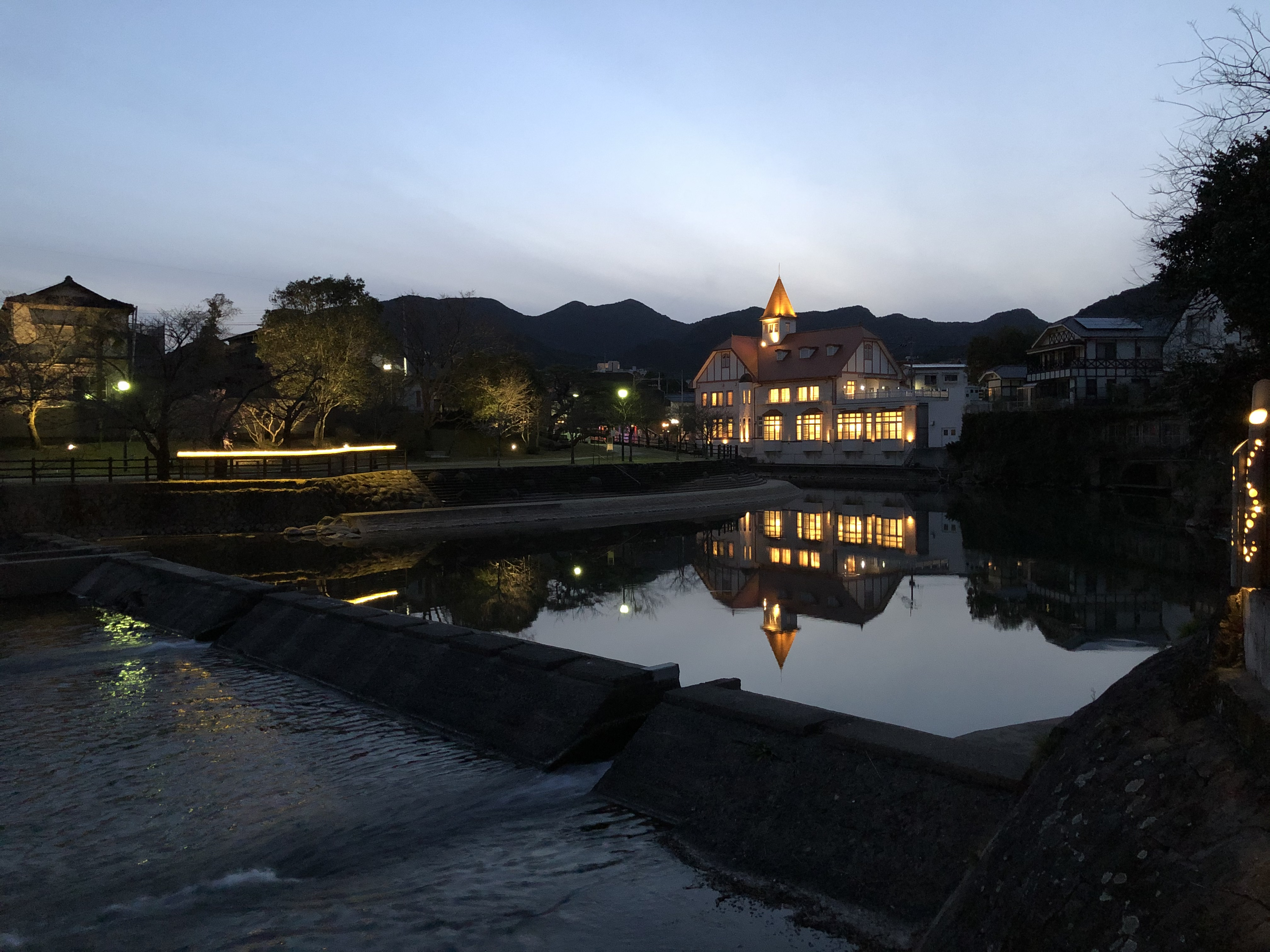

嬉野溫泉（うれしのおんせん）是佐賀縣嬉野市的溫泉，和武雄溫泉並稱縣內的二大溫泉，也和島根縣的斐乃上溫泉、栃木縣的喜連川溫泉並稱「日本三大美肌之湯」。

## 泉質
碳酸氫鹽泉、鹽化物泉。

## 溫泉街
溫泉街位在市中心，共同浴場、旅館等分布在嬉野川兩岸。

## 外部連結
- 嬉野温泉観光協会